# El Petén
El Petén (Noh Petén 'Gran Illa' en itzá) és un departament de Guatemala situat a l'extrem septentrional. Limita al nord amb Mèxic; al sud amb els departaments d'Izabal i Alta Verapaz; a l'est amb Belize; i a l'oest amb Mèxic.
Té una extensió territorial de 35.854 km², cosa que el fa el departament més extens de Guatemala i l'entitat subnacional més gran de Centreamèrica. Flores, la capital departamental, es troba aproximadament a 488 km de la capital nacional.

## Idiomes
Els idiomes originaris d'aquest departament són l'itzá i el mopan. En zones limítrofes amb Mèxic es parla també el lacandon i el yukatek, dels quals persisteixen el maia itzá i el maia mopan. La majoria d'habitants parla el castellà com a idioma popular, encara que també hi ha una part de població que parla q'eqchí'.

## Municipis
El departament de Petén té 13 municipis que són:

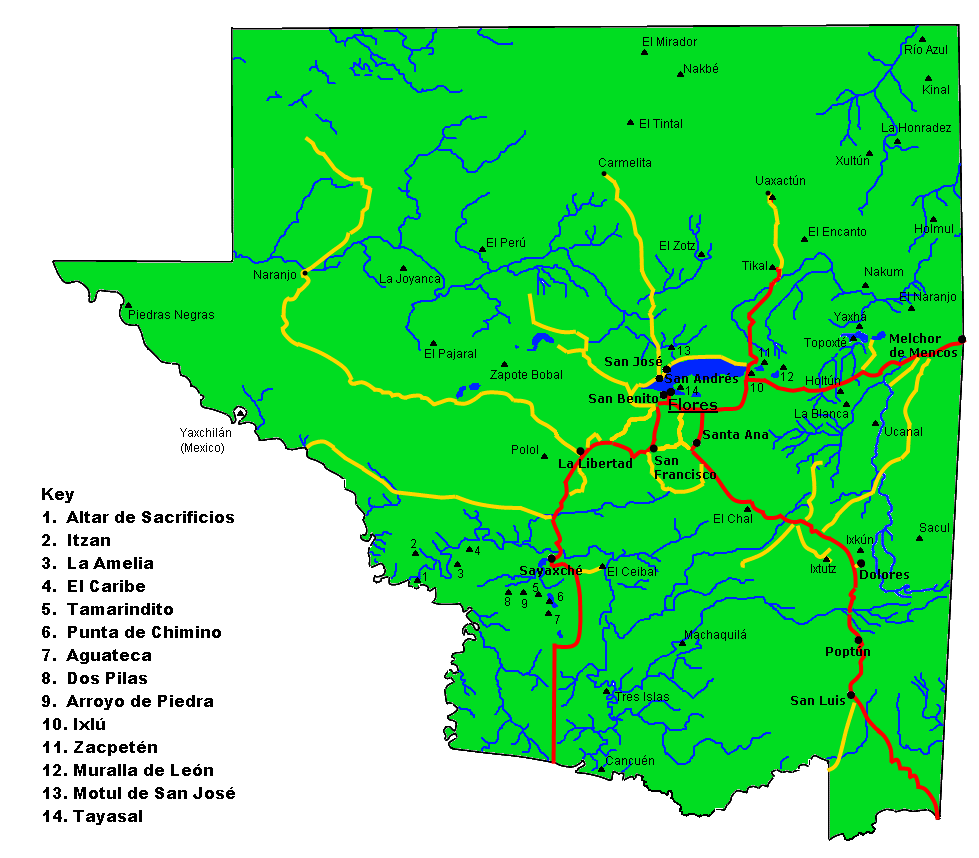
Mapa del Petén mostrant els principals assentaments, carreteres, rius i jaciments arqueològics.

1. Dolores
2. Flores
3. La Libertad
4. Melchor de Mencos
5. Poptún
6. San Andrés
7. San Benito
8. San Francisco
9. San José
10. San Luis
11. Santa Ana
12. Sayaxché
13. Las Cruces

## Centres turístics i arqueològics
Al Petén es va desenvolupar, principalment durant el període clàssic mesoamericà, la cultura maia i hi ha una gran concentració d'antigues ciutats d'aquesta civilització com: El Mirador, El Pesquero, Nakbé, Dos Pilas, Tikal, Río Azul, Ceibal, Cival, San Bartolo, Uaxactún, Piedras Negras, Aguateca, El Naranjo, Yaxhá, Tayasal, Altar de los Sacrificios, Ixkún, Ixtutz, El Zotz, Ixlú, Arroyo de Piedra, La Corona, Kinal, La Amelia, La Blanca, La Joyanca, Machaquilá, Motul de San José, Nakbé, La Muerta, Naachtún, Naj Tunich, El Naranjo, Nakum, San Bartolo, Punta de Chimino, Sacul, Pajaral, Río Azul, Tamarindito, Topoxté, Cancuén, Tres Islas, Uaxactún, Ucanal, Wakná, La Florida, El Porvenir, El Güiro, Waká, Witzná, Zacpetén, Xulnal, Zapote Bobal, Nixtun-Ch'ich' i altres.
A més de guardar tresors arqueològics que constitueixen un pol d'atracció per a turistes nacionals i estrangers, Petén posseeix incomparables i incomptables belleses naturals com les grutes de Jobtzinaj, així com Naj Tunich, la cova que va iniciar l'interès per les coves maies entre els arqueòlegs. El llac Petén Itzá, la llacuna de Yaxhá i la de Sacnab, entre altres llacunes que per menors que siguin, no deixen de tenir gran bellesa, sense esmentar els seus majestuosos i cristal·lins rius que serpentegen a tota la selva que encara existeix, tant en la denominada conca del Petén com en la conca del Mirador i la conca de l'Usumacinta.